# بوب هاليغان جونيور
بوب هاليغان جونيور (بالإنجليزية: Bob Halligan, Jr.)‏ هو عازف قيثارة وملحن أمريكي، ولد في 3 يناير 1953.

## وصلات خارجية
- بوب هاليغان جونيور على موقع ميوزك برينز (الإنجليزية)
- بوب هاليغان جونيور على موقع أول ميوزيك (الإنجليزية)
- بوب هاليغان جونيور على موقع ديسكوغز (الإنجليزية)